# Lepturges unicolor
Lepturges unicolor là một loài bọ cánh cứng trong họ Cerambycidae.